# Dismorphia pseudolewyi
Dismorphia pseudolewyi är en fjärilsart som beskrevs av Forster 1955. Dismorphia pseudolewyi ingår i släktet Dismorphia och familjen vitfjärilar. Inga underarter finns listade i Catalogue of Life.